# Парфино
Парфино (рус. Парфино) насељено је место са административним статусом варошице (рус. посёлок городского типа) на северозападу европског дела Руске Федерације. Налази се у централном делу Новгородске области и административно припада Парфинском рејону чији је уједно и административни центар.
Према проценама националне статистичке службе за 2014. у вароши је живело 7.118 становника.

## Географија
Варошица Парфино налази се у централном делу Новгородске области, на подручју Прииљмењске низије, на око 30 километара јужније од обала језера Иљмењ. Кроз варошицу протиче река Ловат. Налази се на око 116 километара јужно од администартивног центра области Великог Новгорода и на око 20 километара источно од града Стараја Руса.
Кроз варош пролази деоница железничке линије Бологоје—Валдај—Стараја Руса—Дно.

## Историја
У писаним изворима први пут се помиње 1495. као село Парфејево (рус. Парфеево), а садашње име по први пут се јавља 1539. године (иако се није односило на садашње насеље већ на село на супртној обали Ловата).
До значајнијег привредног напретка тадашњег села долази тек 1910. године када је ту отворена пилана и постројење за обраду фурнира. Насеље и службено добија садашње име 1938. године, а исте године добија и административн статус радничке варошице. Од 1968. и оснивања Парфинског рејона варошица Парфино је и рејонски центар.

## Становништво
Према подацима са пописа становништва 2010. у граду је живело 7.931 становника, док је према проценама националне статистичке службе за 2014. варошица имала 7.118 становника.
| 1939. | 1959. | 1970. | 1979. | 1989. | 2002. | 2010. | 2014. |
| ----- | ----- | ----- | ----- | ----- | ----- | ----- | ----- |
| 4.019 | 7.070 | 7.017 | 7.430 | 8.299 | 8.446 | 7.931 | 7.118 |